# アリア・ショウカット
アリア・ショウカット（Alia Shawkat,  1989年4月18日 - ）は、アメリカ合衆国の女優である。

## 来歴
1989年にカリフォルニア州リバーサイドに生まれる。2人の兄弟がおり、パームスプリングスで育った。イラク、アイルランド、ノルウェー、イタリアの血を引いている。
10歳のときにテレビドラマ『犯罪捜査官ネイビーファイル』でテレビデビュー。また同年にジョージ・クルーニー、マーク・ウォールバーグ出演の『スリー・キングス』へも出演して映画デビューも果たした。特にアメリカ国内で彼女の知名度を上げたのは、2003年から出演したコメディ・ドラマ『アレステッド・ディベロプメント』で、同作品ではメイ・フュンケ役でのレギュラーで、放送がキャンセルされる2013年までに68エピソードに出演している。その後も順調にキャリアを重ねている。

## 出演作品

### 映画
- スリー・キングス Three Kings (1999)
- The Trial of Old Drum (2000)
- リバウンド Rebound (2005)
- Not Like Everyone Else (2006) ※テレビ映画
- ライトアップ!/ イルミネーション大戦争 Deck the Halls (2006)
- Bart Got a Room (2008)
- Prom Wars: Love Is a Battlefield (2008)
- Bad Mother's Handbook (2008) ※テレビ映画
- アムリーカ Amreeka (2009)
- ローラーガールズ・ダイアリー Whip It (2009)
- ランナウェイズ The Runaways (2010)
- バッドトリップ! 消えたNO.1セールスマンと史上最悪の代理出張 Cedar Rapids (2011)
- The Oranges (2011)
- Damsels in Distress (2011)
- That's What She Said (2012)
- ルビー・スパークス Ruby Sparks (2012)
- マジック・マネー The Brass Teapot (2012)
- May in the Summer (2013)
- The Moment (2013)
- 私にもできる! イケてる女の10(以上)のこと The To Do List (2013)
- ナイト・スリーパーズ ダム爆破計画 Night Moves (2013)
- ライフ・アフター・ベス Life After Beth (2014)
- Wild Canaries (2014)
- ファイナル・ガールズ 惨劇のシナリオ The Final Girls (2015)
- グリーンルーム Green Room (2015)
- ピーウィーのビッグ・ホリデー Pee-wee's Big Holiday (2016)
- 20センチュリー・ウーマン 20th Century Women (2016)
- 24時間ずっとLOVE Duck Butter (2018)
- 愛すべき夫妻の秘密 Being the Ricardos (2021)

### テレビドラマ
- 犯罪捜査官ネイビーファイル JAG (1999)
- マイ・スイート・メモリーズ State of Grace (2002)
- WITHOUT A TRACE/FBI 失踪者を追え! Without a Trace (2002)
- アレステッド・ディベロプメント Arrested Development (2003 - 2013)
- ブームタウン Boomtown (2003)
- ヴェロニカ・マーズ Veronica Mars (2006)
- The Business (2007)
- スターター・ワイフ The Starter Wife (2008)
- Crappy Holidays Presents... (2009)
- ザ・リーグ The League (2010)
- NTSF:SD:SUV:: NTSF:SD:SUV (2013)
- セヴェランス Severance (2025)

### テレビアニメ
- ロボット・チキン Robot Chicken (2014)